# Мале Корєво
Мале Корєво (рос. Малое Корево) — присілок в Княгининському районі Нижньогородської області Російської Федерації.
Населення становить 7 осіб. Входить до складу муніципального утворення Ананьєвська сільрада.

## Історія
Від 2009 року входить до складу муніципального утворення Ананьєвська сільрада.

## Населення
| 2002 | 2010 |
| ---- | ---- |
| 19   | ↘7   |

## Мешканці
В селі народився Єрмошин Павло Костянтинович (1907—1989) — радянський дипломат.